# Spirama kalaoensis
Spirama kalaoensis är en fjärilsart som beskrevs av Swinhoe 1904. Spirama kalaoensis ingår i släktet Spirama och familjen nattflyn. Inga underarter finns listade i Catalogue of Life.

## Bildgalleri

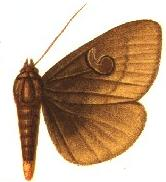